# پودارتسی
پودارتسی (به بلغاری: Pudartsi) یک منطقهٔ مسکونی در بلغارستان است که در شهرستان کاردژالی واقع شده‌است.